# Our Impact Will Be Felt
Our Impact Will Be Felt: A Tribute to Sick of It All is een tributealbum ter ere van de Amerikaanse punkband Sick of It All dat werd uitgegeven op 8 mei 2007 via Abacus Recordings, een sublabel van Century Media Records waar Sick of It All toentertijd bij onder contract stond. De titel verwijst naar een tekst in het nummer "Built to Last" dat te horen is op het gelijknamige album Built to Last uit 1997. Het werd aanvankelijk alleen op cd uitgegeven, maar werd in 2015 via het platenlabel Think Fast! Records voor de eerste keer ook op lp.

## Nummers
1. Rise Against - "Built to Last"
2. Unearth - "Clobberin Time/What's Going On"
3. Hatebreed - "Rat Pack"
4. Madball - "Give Respect"
5. Bleeding Through - "We Want the Truth"
6. Comeback Kid - "Step Down"
7. Ignite - "Cease Fire"
8. The Bouncing Souls - "Good Lookin' Out"
9. Pennywise - "My Life"
10. Kill Your Idols - "Friends Like You"
11. Sepultura - "Scratch The Surface"
12. Himsa - "Maladjusted"
13. Most Precious Blood - "Alone"
14. First Blood - "Just Look Around"
15. Stretch Arm Strong - "Busted"
16. Walls of Jericho - "Us Vs. Them"
17. The Suicide Machines - "Goatless"
18. Bane - "We Stand Alone"
19. No Redeeming Social Value - "World Full Of Hate"
20. Napalm Death - "Who Sets the Rules"
21. Survive - "Blown Away" (Japanse bonustrack)
22. Loyal To The Grave - "Will We Survive" (Japanse bonustrack)